# 플랜츠 vs. 좀비: 네이버빌의 대난투
《플랜츠 vs. 좀비: 네이버빌의 대난투》(Plants vs. Zombies: Battle for Neighborville)는 2019년에 출시된 팝캡 게임스의 비디오 게임이다.